# Mistrzostwa Świata w Pięcioboju Nowoczesnym 1965
Mistrzostwa Świata w Pięcioboju Nowoczesnym 1965 – 13. edycja mistrzostw odbyła się w Lipsku.

## Klasyfikacja medalowa
| Lp. | Państwo | złoto | srebro | brąz | Razem |
| --- | ------- | ----- | ------ | ---- | ----- |
| 1   | Węgry   | 2     | -      | 1    | 3     |
| 2   | ZSRR    | -     | 2      | -    | 2     |
| 3   | NRD     | -     | -      | 1    | 1     |

## Medaliści

### Mężczyźni
| Złoto                                              | Srebro                                                | Brąz                                                 |
| Indywidualnie                                      |                                                       |                                                      |
| András Balczó                                      | Igor Nowikow                                          | Ferenc Török                                         |
| Drużynowo                                          |                                                       |                                                      |
| Węgry · Ferenc Török · István Móna · András Balczó | ZSRR · Albert Mokiejew · Paweł Ledniow · Igor Nowikow | NRD · Uwe Adler · Manfred Grosse · Wolfgang Lüderitz |